# Жакоб, Кристиан
Кристиа́н Жако́б (фр. Christian Jacob; род. 4 декабря 1959, Розе-ан-Бри) — французский политик, министр государственной службы (2005—2007 годы), лидер партии «Республиканцы» (2019—2022).

## Биография
Родился 4 декабря 1959 года в Розе-ан-Бри (департамент Сена и Марна), работал в сельском хозяйстве, затем стал профсоюзным активистом в фермерской среде. В 1992 году вошёл в Экономический и социальный совет Франции, с 1995 по 2001 год являлся депутатом муниципального совета Водуа-ан-Бри в департаменте Сена и Марна.

### Политическая карьера
В 1988 году, будучи членом профсоюза молодых фермеров и владея хозяйством площадью 100 гектаров на 75 коров, которым в отсутствие мужа, десять лет занятого профсоюзными делами, управляла жена, Жакоб впервые в жизни воспользовался воздушным транспортом, прилетел в Париж и встретился на собрании партийных активистов в мэрии с Жаком Шираком, который тогда начинал свою первую, неудачную президентскую кампанию. В последующие годы Жакоб считался верным соратником Ширака.
В 1995—1997 годах состоял в исполнительной комиссии Объединения в поддержку республики, в 1998—1999 годах являлся генеральным делегатом партии по вопросам сельского хозяйства, а затем был национальным секретарём, возглавляя аграрное направление политики. До 2002 года входил в политическое бюро Объединения.
С 1994 по 1997 год являлся депутатом Европарламента, представляя ОПР. С 22 июля 1994 по 15 января 1997 года возглавлял Комиссию по вопросам сельского хозяйства и развития сельских местностей, в 1994—1995 годах входил во фракцию Европейский демократический альянс, затем до 1997 года — в Союз за Европу.
В 1995 году победил во втором туре дополнительных парламентских выборов в 4-м округе департамента Сена и Марна кандидата Национального фронта Жака Жерара и впервые стал депутатом Национального собрания.
В 2001 году избран мэром города Провен, в 2002 году отказался мандата, но вернул его в 2006. 10 июля 2017 года, ввиду вступления в силу запрета на совмещение должностей, ушёл в отставку, оставшись членом муниципального совета, и его преемником большинством в 29 голосов городских депутатов против 4 был избран многолетний соратник Жакоба — Оливье Лавенка.
17 июня 2002 года назначен министром-делегатом по делам семьи во втором правительстве Раффарена, а 31 марта 2004 года в третьем правительстве Раффарена — министром-делегатом по вопросам малых и средних предприятий, ремесленников, свободных профессий и потребления.
2 июня 2005 года при формировании правительства Доминика де Вильпена получил портфель министра государственной службы и сохранил его за собой весь срок полномочий этого кабинета до 15 мая 2007 года.
В июне 2007 года вновь избран в Национальное собрание в своём 4-м округе департамента Сена и Марна, имея репутацию преданного сторонника председателя парламентской фракции Союза за народное движение Жана-Франсуа Копе.
23 ноября 2010 года избран лидером фракции СНД в Национальном собрании.
После преобразования партии в «Республиканцев» остался в её рядах и 21 июня 2017 года был переизбран лидером парламентской фракции.

### Лидер «Республиканцев»
13 октября 2019 года победил в первом туре прямых выборов председателя «Республиканцев» двух соперников — депутатов Национального собрания Жюльена Обера и Гийома Ларриве, получив 62,58 % голосов членов партии, принявших участие в голосовании.
6 ноября 2019 года новым лидером фракции «Республиканцев» в Национальном собрании вместо Жакоба голосами 64 депутатов избран Дамьен Абад (его соперника Оливье Марлея поддержали 37 человек).
20 и 27 июня 2021 года состоялись два тура региональных выборов, по итогам которых «Республиканцы» с 38 % поддержки оказались наиболее популярной политической силой Франции.
10 апреля 2022 года в первом туре президентских выборов кандидатка от «Республиканцев» Валери Пекресс набрала лишь 4,9 % голосов и не вышла во второй тур голосования.
12 и 19 июня 2022 года состоялись два тура парламентских выборов, исход которых оказался неудачным для «Республиканцев» — их коалиция с Союзом демократов и независимых получила 7,28 % голосов и 64 депутатских места, что означало уменьшение парламентского представительства партии.
30 июня 2022 года Жакоб ушёл в отставку с поста лидера, и его обязанности стала временно исполнять Анни Женевар.

## Труды
- Ключ к полям (La clé des champs, Odile Jacob, 1994)
- Ставка на здравый смысл: крестьянин в политике (Le pari du bon sens, un paysan en politique, L’Atelier De L’archer, Presses universitaires de France, 1999)
- Здравый смысл в политике (Le bon sens en politique, Eyrolles, 2011)